# Löbnitz (Vorpommern)
Löbnitz ist eine Gemeinde im Westen des Landkreises Vorpommern-Rügen. Sie liegt südlich von Barth und gehörte bis zum 1. Januar 2005 zum Amt Barth-Land, seitdem ist sie Teil des Amtes Barth.

## Geografie und Verkehr
Löbnitz liegt etwa acht Kilometer südlich von Barth. Durch die Gemeinde verläuft die B 105 (Rostock–Stralsund) und die Darßbahn mit dem Haltepunkt Saatel. Im Ort befindet sich die Kreuzung der B 105 mit der L 23 nach Barth und zur Halbinsel Darß nach Norden sowie nach Bad Sülze im Süden. Durch die Gemeinde fließt der Fluss Barthe. In Saatel besteht ein Haltepunkt an der Bahnlinie Barth–Velgast.

## Ortsteile
- Buchenhorst
- Kindshagen
- Löbnitz
- Redebas
- Saatel

Die Gemeinde war bis 1952 Teil des Landkreises Franzburg-Barth und gehörte danach bis 1994 zum Kreis Ribnitz-Damgarten im Bezirk Rostock.

## Geschichte

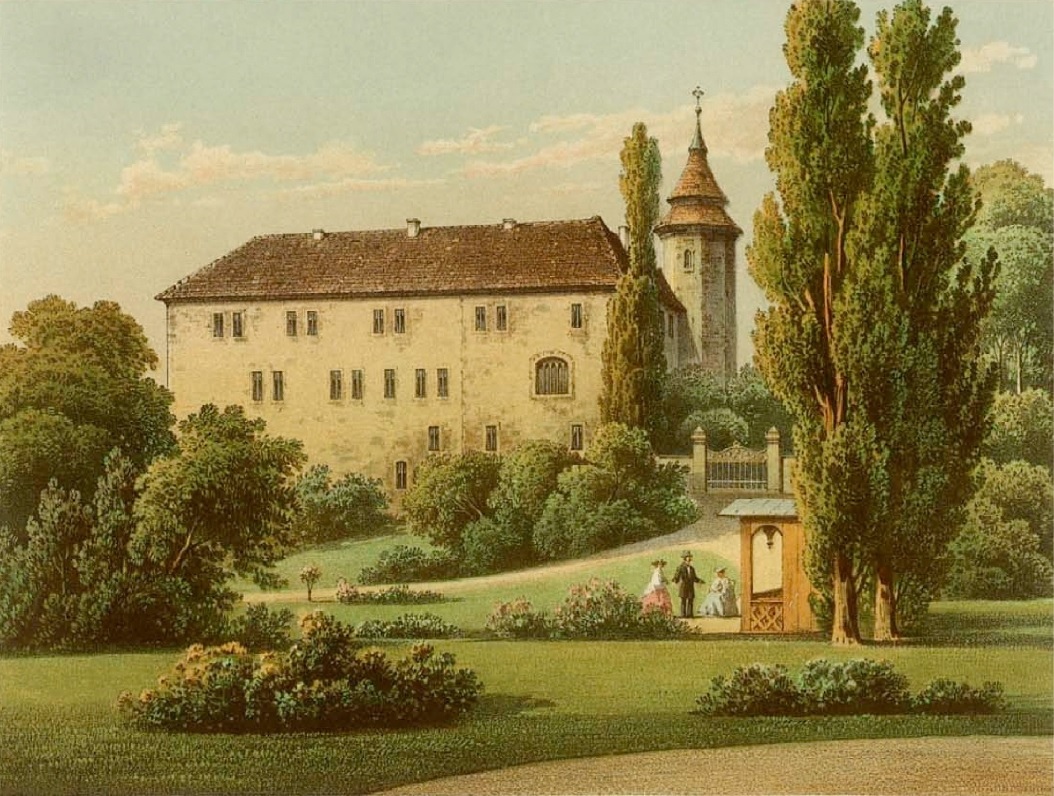
Rittergut Löbnitz, Sammlung Alexander Duncker

Löbnitz wurde 1319 erstmals urkundlich erwähnt. Der Legende nach ist der Name Löbnitz auf den Ritter Godescalcus de Lobenitze zurückzuführen. Wahrscheinlich aber leitet sich der Name vom Altpolabischen ab und steht für einen Ort am Sumpfbach.

Nach der Zugehörigkeit zum Fürstentum Rügen fiel Löbnitz 1326 an das Herzogtum Pommern. Nach dem Dreißigjährigen Krieg bis 1815 gehörte die Gegend zu Schwedisch-Pommern und danach zur preußischen Provinz Pommern. Aus der Schwedenzeit stammt das Storchenhaus aus Backsteinen, heute Symbol im Wappen.

Das Gut war u. a. im Besitz der Familien von Behr, von Schwerin (17. Jh.) und von Putbus. Das Barocke Herrenhaus stammt aus dem 18. Jh. Der Dichter Ernst Moritz Arndt lebte von 1789 bis 1791 in diesem Haus, dem Pachtgut seines Vaters. In seinen beiden Büchern Märchen und Jugenderinnerungen nahm er auch Geschichten rund um Löbnitz auf wie u. a. Die alte Burg bei Löbnitz, De witte Fru to Löbnitz und De Wewer un de Steen. Die ehemalige (bis um 1998) Realschule Ernst-Moritz-Arndt-Schule Löbnitz trug seinen Namen.
Buchenhorst und Kindshagen entstanden im Zuge der deutschen Ostkolonisation im 13. Jahrhundert. Die Silben Horst (bewachsene erhöhte Stelle in Feuchtgebieten) und Hagen (durch Hecken eingehegt) deuten auf niederdeutsche, westfälische Siedler hin. Das Herrenhaus Kindshagen, ein zweigeschossiger Klinkerbau mit einem Mezzaningeschoss, blieb erhalten. Ab 1884 entstand der Bahnhof Buchenhorst an der Bahnstrecke Stralsund–Rostock, die 1888/89 eröffnet wurde.
Redebas entstand aus einer Slawensiedlung, die direkt an der Barthe, umgeben von einem Schutzwall, am Flussübergang lag. Redebas wurde 1242 erstmals als Retiburutz erwähnt. Um 1840 war hier eine Posthaltestation mit Gasthaus und Herberge.
Saatel wurde 1374 in einer Verkaufsurkunde erstmals urkundlich erwähnt. Das Rittergut gehörte im 14. Jahrhundert bis 1732 zu den Divitzer Gütern, und im 19. Jahrhundert der Familie Holtz (u. a. Wilhelm Holtz, Physiker und Erfinder). Es wurde um nach 1930 aufgesiedelt und war ab 1960 eine LPG. Das ruinöse Herrenhaus stammt aus dem 19. Jahrhundert.

## Politik
Bürgermeister von Löbnitz ist Manfred Zemke.

### Wappen
Das Wappen wurde am 29. April 1994 durch das Innenministerium genehmigt und unter der Nr. 31 der Wappenrolle von Mecklenburg-Vorpommern registriert.
Blasonierung: „In Gold über einem grünen Schildfuß, darin drei fächerförmig gestellte goldene Ähren, ein rotes Haus, bestehend aus drei stufengiebelförmig angeordneten, von Türmen begrenzten Gebäudeteilen und einem von Türmen begrenzten Eingangsportal mit silberner Tür; die äußeren Gebäudeteile zeigen je zwei, der mittlere Gebäudeteil zeigt insgesamt neun (5:4) silberne Rundbogenfenster; auf dem mittleren Gebäudeteil ein stehender, rot bewehrter silberner Storch mit schwarzem Flügel.“
Das Wappen wurde von dem Barther Wolfgang Sohn gestaltet.

## Sehenswürdigkeiten
- Jagdhaus der Gutsherrschaft, genannt Storchenhaus, später Gaststätte und Poststation, heute Informationszentrum des Tourismusverbandes Fischland-Darß-Zingst und Sitz der HanseGas GmbH  (Netzbetrieb Erdgas)
- Park und Gutshaus in Löbnitz
- Gedenktafel von Ernst Moritz Arndt
- Turmhügel Redebas
- Gutshaus Saatel

## Persönlichkeiten
- Wilhelm Holtz (1836 in Saatel–1913), Physiker und Erfinder